# Іванівка (Миронівська міська громада)
Іва́нівка (до 1946 — Янівка) — село в Україні, у Миронівській міській громаді Обухівського району Київської області. Колишній центр Іванівської сільської ради, а з кінця 2019 року Іванівського старостинського округу № 5 Миронівської ОТГ, до складу якого входять села Іванівка, Михайлівка, Олексіївка. Населення становить 1180 осіб.

## Географія
Розташоване на річці Нехвороща за 37 км від міста Богуслав. Село перетинає автошлях Н01 та залізнична гілка Миронівка-Цвіткове. У селі Балка Кудривщина впадає у річку Нехвороща.

## Назва
Походження назви, за Л. Похилевичем («Сказания о населенных местностях Киевской губернии»), від імені засновника села — Яна Яновського, який у другій половині XVII століття заснував на цій території село Янівку.

## Історія
На території села та у його околицях виявлено кілька поселень трипільської культури, раннього залізного віку та черняхівської культури. Ці пам'ятки вказують на те, що територія середньої течії річки Нехворощ, де розташовано населений пункт була сприятливою для поселення людей з давніх часів.
У 1862 році в Янівці мешкало 1280 осіб. У селі налічувалося три корчми, що були у власності Браницького, Понятовського, Лопухіна. Основне заняття селян — землеробство.
Через східну частину земель села у 1875 році прокладено Білоцерківсько-Знам'янську частину Фастівської залізниці. Рух розпочато 23 листопада 1876 року. Будівництво фінансувалось акціонерним товариством. Безпосередньо роботами займався С. Поляков. Автор проєкту — інженер барон Отто (Оскар) Федорович Ган (голова правління «Общества Курско-Харьковско-Азовской железной дороги»). Ця гілка з'єднала Києво-Брестську та Харківсько-Миколаївську залізниці. У будівництво вклалась родина Понятовських (одні з перших виробників цукру на території України), що мали цукрові заводи у присілку Таганча. Саме за назвою маєтку з якого транспортували цукор і названо залізничну станцію Таганча у селі.
Станом на 1885 рік у колишньому власницькому селі Янівка Вільховецької волості Канівського повіту Київської губернії мешкала 1000 осіб, налічувалось 168 дворових господарств, існували православна церква та 5 постоялих будинків. За переписом 1897 року кількість мешканців зросла до 2410 осіб (1219 чоловічої статі та 1191 — жіночої), з яких 2406 — православної віри.
У 1922 році на хуторі Васильків 23 господарства об'єднано в комуну «Надія». 1925 року в Янівці організовано ТСОЗ «Сівач», у 1929—1930 роках — колгоспи «Сівач» (голова Петро Григорович Олійник), імені Першого травня (голова Сава Вікторович Кучменко) та «Червоний орач». У жовтні 1931 року колгосп «Червоний борець» виконав план хлібозаготівлі на 19,6 %, а колгосп «Сівач» — на 29 %. Обидва були занесені на «чорну дошку». Постановою правління РКС від 10 січня 1932 року колгосп «Сівач» був востаннє попереджений щодо виконання плану хлібозаготівлі: в разі невиконання постанови буде вжито найсуворіших заходів. Того ж року с. Янівка було занесене на «чорну дошку» як зволікач темпів хлібозаготівлі та потурання куркулеві. Під час Голодомору 1932—1933 років в Янівці померло понад 80 осіб, з них — 17 дітей. 5 іванівчан, які проживають зараз в селі, пережили Голодомор. У 1930-х роках репресовано 12 осіб, серед них — І. Я. Коба, одноосібник, засуджений у 1933 році до 3-х років заслання, та К. А. Романченко, колгоспник, у 1933 році засуджений до 5-ти років позбавлення волі.
1941 року хутір Васильків Канівського району  приєднано до Богуславського району (з подальшим приєднанням до Янівки). Діяли колгоспи «Сівач», імені С. Кірова, імені М. Горького та «Червоний орач».
У серпні 1941 року Янівку було окуповано німецькими військами. На примусові роботи до Німеччини вивезено 350 хлопців та дівчат, страчено 18 мирних жителів. 10 лютого 1944 року бійці 404-го ОКАВ звільнили Янівку. На фронтах загинуло 228 воїнів, імена яких увічнено пам'ятним знаком у центрі села. За мужність та відвагу, виявлені під час німецько-радянської війни близько 300 місцевих мешканців народжені орденами та медалями.
У 1944 році на території Янівки було два колгоспи — імені С. Кірова та «Нове життя». Того ж року до них приєднано господарство села Олексіївка, 1954 року — приєднався й Михайлівський колгосп. Велике господарство отримує назву — колгосп імені Ілліча. 7 березня 1946 року Указом Президії Верховної Ради УРСР «Про збереження історичних найменувань та уточнення і впорядкування існуючих» село Янівка Янівської сільської ради перейменоване на село Іванівка Іванівської сільської ради. У 1960-х роках за колгоспом імені С. Кірова було закріплено 2414 га земель сільськогосподарського призначення, у тому числі 2228 га орної землі. Господарство спеціалізувалося на вирощуванні зернових культур і буряка та розведенні і використанні сільськогосподарських тварин, тобто на м'ясо-молочному тваринництві. За трудові досягнення вісім передовиків виробництва нагороджені орденами та медалями. 1987 року села Михайлівка та Олексіївка стали самостійними селами..
З квітня 1996 року в Іванівці працює КСП «Надія», а з 2000 року — ПОСП «Іванівське». Також на території Іванівки працюють ЗАТ «Таганча», ДП «Укртехрось» та ТОВ «ЛТД-Пантера». Нині в селі діють: опорний навчальний заклад Іванівський НВК «Загальноосвітня школа І—ІІІ ст. — дитячий садок», амбулаторія загальної практики сімейної медицини, філія Ощадбанку, бібліотека, Будинок культури, відділення поштового зв'язку.

## Населення

### Мова
Розподіл населення за рідною мовою за даними перепису 2001 року:
| Мова            | Кількість | Відсоток |
| --------------- | --------- | -------- |
| українська      | 1602      | 98.04%   |
| російська       | 30        | 1.84%    |
| білоруська      | 1         | 0.06%    |
| інші/не вказали | 1         | 0.06%    |
| Усього          | 1634      | 100%     |

## Культура

### Релігія
Перша сільська церква збудована 1771 року. До цього парафіяни ходили до церкви сусіднього села Вільховець. До збудованої церкви Собора святого Гавриїла було приписано 65 селянських обійсть та священик Алексій Клімов. У 1771 році староста гетьмана Браницького виділяє 83 десятини землі.
1780 року за кошти парафіян збудовано нову церкву та посвячено на честь святого Архангела Михаїла. У 1797 році вона перейшла з унії на православ'я. 1896 року церкву перебудували на пожертви парафіян. Вона залишилась дерев'яною, п'ятикупольною, з новозбудованим престолом, з липового дерева.
За даними клірових відомостей в церкві села служили:
- Клімов Алексій (1772-?);
- Шумский Михаїл (?-1792);
- Елинецький Симеон (1972—1824);
- Корибут-Дашкевич Михаїл Філіпов (1827-?);
- Дашкевич Миколай Філіпов (1840—1876);
- Петрушевський Іоан Іакіндінов (1876—1892);
- Подгородецький Аристарх Павлов (1892-?).

Після жовтневого перевороту, у 1919 році церква була частково зруйнована, зняті куполи. Храм у Янівці проіснував до 1930-х років, коли був закритий. Під час німецько-радянської війни всередині храму облаштували військовий шпиталь, який використовували як радянські, так згодом й німецькі військові. Пізніше приміщення перепрофілювали під школу, де також працювали майстерні. Стіни храму розібрали вже після закінчення війни. З будівельного матеріалу розібраної церкви збудували нове шкільне приміщення.
Християнська церковна громада офіційно відновлена (зареєстрована) 12 вересня 1991 року священиком о. Митрофаном. Він же 1992 році заклав фундамент для будівництва нової церкви на місці старого храму. Будівництво відбувалося за кошти громади, колгосп допомагав матеріалами. Були вибудувані стіни. У 1995—1996 році будівництво церковного приміщення припинилось. З 1999 року настоятелем церкви став о. Миколай Бойко. У 2004 році будівництво церковної споруди відновилося. Храм освячено архімандритом Никодимом на честь святого Архістратига Михаїла 14 листопада 2010 року. За інформацією з офіційної сторінки благочиння парафіян храму налічується близько 50 осіб. Православний Свято-Михайлівський храм належить до Богуславського благочиння Білоцерківської єпархії УПЦ (МП). Настоятель — протоієрей Миколай Бойко.

### Освіта
В селі діє опорний навчальний заклад Іванівська гімназія миронівської міської ради Київської області, директор - Глазко Лариса Миколаївна. Перед цим, Іванівський навчально-виховний комплекс «Загальноосвітня школа І—ІІІ ст. — дитячий садок» Богуславської районної ради Київської області, розрахований на 480 учнів. Директор — Глазко Лариса Миколаївна.

## Пам'ятки, визначні місця

### Археологічні пам'ятки
- Курганна група з двох курганів на північ від села в урочищі Бурти.
- Курганна група на південь від села в урочищі Бурти. Досліджена експедицією Інституту археології АН УРСР.

### Меморіали, пам'ятники
- Братська могила радянських воїнів поблизу станції Таганча.
- Братська могила радянських воїнів та меморіальна таблиця з іменами односельців загиблих під час німецько-радянської війни. Розташована в Парку пам'яті у центрі села.
- Пам'ятний знак «Жертвам Голодомору 1932—1933 рр.» Встановлений у центрі села з використанням постаменту колишнього пам'ятника В. І. Леніну рішенням виконкому Іванівської сільської ради від 13 серпня 2003 року. Ініціатором був сільський голова О. П. Глазко[23].

## Відомі люди

### Народилися
- Береговой Мусій Омелянович (1891—1938) — табельник служби шляху залізничної станції Таганча. Трійкою при УНКВС по Одеській області 9 березня 1938 року засуджений до розстрілу. Вирок виконано 13 березня 1938 року. Місце поховання невідомо. Реабілітований у 1989 році[24].
- Босенко Василь Данилович (1895—1937) — колгоспник. Трійкою при УНКВС по Київській області 16 жовтня 1937 року засуджений до розстрілу. Вирок виконано 13 листопада 1937 року. Місце поховання невідомо. Реабілітований у 1989 році[24].
- Дерієнко Гнат Іванович (нар. 1908) — червоноармієць, РСЧА. Військовим Трибуналом 2-ї гвардійської артилерійської дивізії 54 армії 14 травня 1943 року засуджений до 10 років позбавлення волі. Реабілітований у 1999 році[24].
- Дирій Ничипір Олександрович (1897—1938) — колгоспник. Трійкою при УНКВС по Київській області 31 серпня 1938 року засуджений до розстрілу. Вирок виконано 7 вересня 1938 року. Місце поховання невідомо. Реабілітований у 1989 році[24].
- Доник Максим Ілліч (нар. 1878) — селянин, тимчасово не працював. Трійкою при УНКВС по Київській області 11 вересня 1937 року засуджений до 10 років позбавлення волі. Реабілітований у 1966 році[24].
- Задніпряний Іван Денисович (нар. 1901) — колгоспник. Трійкою при УНКВС по Київській області 15 вересня 1937 року засуджений до 10 років позбавлення волі. Реабілітований у 1989 році[24].
- Задніпряний Олексій Денисович (нар. 1906) — колгоспник. Трійкою при УНКВС по Київській області 15 вересня 1937 року засуджений до 10 років позбавлення волі. Реабілітований у 1989 році[24].
- Задніпряний Пилип Денисович (нар. 1911) — мешкав у м. Біла Церква, відбував покарання. Трійкою при УНКВС по Київській області 25 листопада 1937 року засуджений до 8 років позбавлення волі. Реабілітований у 1989 році[24].
- Коба Іван Якимович (нар. 1900) — селянин-одноосібник. Особливою Нарадою при Колегії ДПУ УСРР 17 січня 1933 року виселений на 3 роки за межі України. Реабілітований у 1989 році[24].
- Потієнко Павло Герасимович (нар. 1900) — машиніст паровозного депо станції Миронівка. Військовим Трибуналом Південно-Західної залізниці 29 липня 1944 року засуджений до 8 років позбавлення волі. Реабілітований у 1990 році[24][24].
- Процак Марія Олександрівна (нар. 1923) — працівниця цегельного заводу у Німеччині. Військовим Трибуналом 108 СД 2 квітня 1945 року на до 10 років позбавлення волі. Реабілітована у 1957 році[24].
- Ратушний Павло Тихонович (1895—1938) — рахівник споживчого товариства. Трійкою при УНКВС по Київській області 31 серпня 1938 року засуджений до розстрілу. Вирок виконано 7 вересня 1938 року. Місце поховання невідомо. Реабілітований у 1989 році[24].
- Романченко Іван Гнатович (1900—1938) — колгоспник. Трійкою при УНКВС по Київській області 13 квітня 1938 року засуджений до розстрілу. Вирок виконано 25 квітня 1938 року. Місце поховання невідомо. Реабілітований у 1989 році.[24]
- Романченко Каленик Архипович (1896—1938) — колгоспник. Трійкою при УНКВС по Київській області 13 квітня 1938 року засуджений до розстрілу. Вирок виконано 25 квітня 1938 року. Місце поховання невідомо. Реабілітований у 1989 році.[24]
- Романченко Костянтин Юхимович (1896—1938) — робітник залізничної станції Миронівка. Трійкою при УНКВС по Київській області 16 квітня 1938 року засуджений до розстрілу. Вирок виконано 29 квітня 1938 року. Місце поховання невідомо. Реабілітований у 1959 році[24].
- Романченко Семен Архипович — старший унтер-офіцер 132-го піхотного Бендерского полка Російської імператорської армії. За бойові заслуги 4 листопада 1915 року нагороджений орденом Святого Георгія (№ 15138) у місцевості Гривка[25]. Повторно нагороджений орденом Святого Георгія за відзнаку в боях з ворогом у Карпатах в період 10—30 березня 1915 року[25].
- Романченко Федір Іванович (нар. 1899) — селянин, тимчасово не працював. Трійкою при УНКВС по Київській області 11 вересня 1937 року засуджений до 10 років позбавлення волі. Реабілітований у 1966 році.[24]
- Сенченко Олександр Андрійович (1908—1937) — колгоспник. Трійкою при УНКВС по Київській області 16 серпня 1937 року засуджений до розстрілу. Вирок виконано 27 серпня 1937 року. Місце поховання невідомо. Реабілітований у 1989 році[24].
- Слюсаренко Федір Микитович (1880—1937) — колгоспник. Трійкою при УНКВС по Київській області 11 вересня 1937 року засуджений до розстрілу. Вирок виконано 23 вересня 1937 року. Місце поховання невідомо. Реабілітований у 1989 році[24].
- Соломко Мефодій Васильович (нар. 1891) — колгоспник. Трійкою при Колегії ДПУ УРСР 26 квітня 1933 року засуджений до 5 років позбавлення волі. Реабілітований у 1989 році[24].
- Солоско Мефодій Васильович (1891—1938) — колгоспник. Трійкою при УНКВС по Київській області 13 квітня 1938 року засуджений до розстрілу. Вирок виконано 25 квітня 1938 року. Місце поховання невідомо. Реабілітований у 1989 році[24].
- Шаламай Андрій Прокопович (1910—1937) — колгоспник. Трійкою при УНКВС по Київській області 15 вересня 1937 року засуджений до 10 років позбавлення волі. Реабілітований у 1989 році[24].
- Якубенко Андрій Акимович (Якимович) (нар. 1906) — учитель місцевої неповної середньої школи. Трійкою при УНКВС по Київській області 13 квітня 1938 року засуджений до 10 років позбавлення волі. Реабілітований у 1989 році[24].
- Якубенко Сергій Харитонович (1889—1938) — підпрапорщик 8-го Туркестанського стрілецького полка Російської імператорської армії під командуванням генерал-ад'ютанта фон Кауфмана. За видатні прояви хоробрості та самовідданості у боях з ворогом на підставі п. 18 ст. 67 Георгіївського Статуту нагороджений орденом Святого Георгія (№ 18369)[25]. Брав активну участь у Білому русі. В чині підпоручника воював у складі білих військ на Східному фронті. У 1919 році узятий у полон. З 1919 року на особливому обліку у Красноярському ЧК. До літа 1920 року у концтаборах Москви, потім переданий до РСЧА. Від 1 серпня 1921 року працював у цивільних установах Смоленської губернії[26]. Пізніше мешкав у селі Іванівка, колгоспник. Трійкою при УНКВС по Київській області 13 квітня 1938 року засуджений до розстрілу. Вирок виконано 25 квітня 1938 року. Місце поховання невідомо. Реабілітований у 1989 році[24].

### Перебували, поховані
- Бандуріна Зінаїда Іванівна — лікар, заслужений працівник охорони здоров'я УРСР. Від 1961 року мешкала та працювала в Іванівці[5].
- Щигарцев Іван Євдокимович (нар. 1890) — викладач Київського кооперативного інституту. Трійкою при УНКВС по Київській області 19 листопада 1931 року виселений на 5 років за межі України. Реабілітований у 1989 році[24].
- Щуренко Микола Григорович (1977—2015) — учасник  російсько-української війни. Позивний «Артист». Нагороджений медаллю УПЦ КП «За жертовність і любов до України» (посмертно), медаллю ВГО «Країна» «За відвагу» (посмертно), орденом «За мужність» III ступеня (посмертно). Похований на старому «Сівачевському» цвинтарі села Іванівка[27].